# Масове вбивство у станиці Кущевська
Масове вбивство в станиці Кущевській — вбивство 12 осіб (в тому числі чотирьох дітей), сталося 4 листопада 2010 в станиці Кущевській Краснодарського краю (Російська Федерація) та здійснене, за результатами розслідування, членами ОЗУ «Цапковські».

## Вбивство

### Убиті
Були вбиті 51-річний господар будинку Сервер Аметов, його 48-річна дружина Галина, 19-річна невістка Олена та її однорічна донька Аміра, гості Володимир Мироненко з дружиною Мариною, дочками Оленою та Іриною, тестем та тещею Віктором та Лідією Ігнатенко. Крім того, злочинці розправилися з сусідами Аметова, що зайшли в гості, — 36-річною Наталею Касьяновою та її 14-річним сином Павлом.

### Підозрювані
У даній справі були заарештовані члени ОЗУ «Цапковскі», в їх числі Сергій Цапок (лідер ОЗУ), В'ячеслав Ціпов'яз (подільник Сергія Цапка по банді), Андрій Биков, В'ячеслав Рябцев, Сергій Ціпов'яз, Ігор Черних, Володимир Запорожець, Олексій Гуров, Євген Гуров, В'ячеслав Скачедуб, Володимир Алексєєв, Віталій Іванов та Сергій Карпенко.

### Картина вбивства
За визнанням лідера ОЗУ «Цапковскіе» Сергія Цапка, вбивство в станиці Кущевській відбувалося таким чином. У скоєнні злочину безпосередньо брали участь: сам Сергій Цапок, Володимир Алексєєв («Безпредел»), Андрій Биков, Сергій Карпенко («Рис-молодший»), В'ячеслав Рябцев («Буба») та Ігор Черних («Амур»).

Ми знали, що в гості до Сервера Аметова приїде директор агрофірми з Ростова Володимир Мироненко з сім'єю, тому почекали, коли всі вип'ють та розслабляться. За ними ми стежили з бінокля з припаркованої на сусідній ділянці машини. За нашими розрахунками, Аметов та Мироненко повинні були грати в лазні в більярд. Туди-то я разом з Биковим та Алексєєвим і відправився. З пістолетами, звичайно, і ножами. Решта рушили до кімнати, де сиділи жінки та діти. Побачивши нас, Аметов став відбиватися києм. Я повалив його на підлогу, почав душити та вдарив кілька разів ножем. Андрюха та Беззаконня в цей час убивали Володимира Мироненко.
Інші хлопці обшукували кімнати в будинку та розправлялися з гостями. Двох доньок Мироненко — п'яти і двох років, і дружину сина Сервера Аметова Лену заштовхали у ванну, щоб криків не почули сусіди.
Фермер заважав мені вести бізнес, підривав мій авторитет. Тому я хотів, щоб він мучився сам і бачив, як мучаться його близькі. Ми виволокли його в зал — він ще дихав, і на його очах розправилися з іншими. Потім кинули тіла в одну купу, а зверху, на гору трупів, поклали дев'ятимісячну Аміру — внучку Аметова. Вона жива була, плакала. Тіла облили бензином та підпалили. Подивилися на годинник та здивувалися — провернули все хвилин за десять.
— 
Виходячи з будинку, бандити помітили хлопчика, який біг — 14-річного Пашу Касьянова. Його мати, сусідка Аметова, була у них в гостях, і підліток вирішив її поквапити — час був пізній. Биков вистрілив хлопчику в спину та відволік в будинок. Потім вбивці наче й не було нічого вирушили в місцеве кафе «Малинки».

## Версії злочину
Внаслідок розслідування було висунуто такі версії злочину:
- побутова сварка гостей;
- замовне вбивство бізнесмена В. Мироненко (решта загиблих були вбиті як небажані свідки);
- переділ власності, небажання С. Аметова платити данину рекетирам;
- неповернений картковий борг С. Аметова;
- ритуальне вбивство;
- кровна помста;[9]
- розбійний напад з метою розкрадання цінностей;[9][10]
- ревнощі «по відношенню до невістки Аметова якогось чоловіка, який нібито не зміг змиритися з тим, що вона не вийшла за нього заміж»;[11]
- помста місцевих кавказців синові С. Аметова Джаліля, який нібито раніше сильно побив одного з їхніх друзів;[12]
- помста за вбивство в 2002 ватажка ОЗУ «Цапковскіе» Миколи Цапка, замовлене, як можливо припускали лідери «Цапковскіх», сім'єю Аметова.[10][13]

## Розслідування

### 2010

#### 5 листопада 2010
«Після локалізації пожежі в приватному будинку в станиці Кущевська, в якому проживав фермер та його родина, виявлені тіла 12 загиблих», — повідомив в п'ятницю агентству «Інтерфакс-південь» джерело в правоохоронних органах Кущевського району Краснодарського краю. За словами співрозмовника агентства, імовірно, в будинку, де проживав фермер та його родина, відбувалося святкування, під час якого і сталася пожежа. Розглядаються різні версії, в тому числі і кримінальна.
«За попередніми даними, смерть малолітньої дитини настала від отруєння чадним газом, ще один задушений. Смерть решті десяти осіб настала від нанесення їм численних колото-різаних поранень. Кожному з потерпілих заподіяно від трьох до десяти ран», — повідомив «Інтерфаксу» у п'ятницю офіційний представник СКП РФ Володимир Маркін. «Враховуючи особливу жорстокість та зухвалість скоєного злочину, а також велику кількість жертв, заступник голови СК по Північно-Кавказькому та Південному федеральних округах Борис Карнаухов дав вказівку направити кримінальну справу до виробництва Головному слідчому управлінню СК по Північно-Кавказькому та Південному федеральних округах», — зазначив Володимир Маркін.
За вказівкою Генерального прокурора Росії Юрія Чайки прокурор Краснодарського краю Леонід Коржінек виїхав на місце події. На місце також виїхали заступник голови Слідчого комітету по Північно-Кавказькому та Південному федеральних округах Борис Карнаухов та криміналісти.
Після огляду місця події і тіл загиблих у згорілому приватному будинку слідчі органи порушили кримінальну справу за пунктами «а», «в» і «е» частини 2 статті 105 Кримінального кодексу Російської Федерації (вбивство двох або більше осіб, вбивство малолітньої, вчинені загальнонебезпечним способом).
У свою чергу співробітниця прес-служби ГУ МНС РФ по Краснодарському краю Марина Лебідь повідомила «Інтерфаксу», що пожежникам не надходило повідомлення про загоряння в зазначеному будинку. «Сили та засоби МНС не залучалися. Якщо і було загоряння, то щоб замести сліди злочину», — сказала Лебедь.

#### 8 листопада 2010
Голова Слідчого комітету Олександр Бастрикін разом зі слідчою групою оглянув будинок, де було скоєно вбивство, а потім провів оперативну нараду, на якому заслухав доповіді про перші результати розслідування. «На нараді голова Слідчого комітету підкреслив, що вражений жорстокістю скоєного злочину та зажадав від слідчих та оперативних співробітників докласти максимум зусиль, використовувати весь свій професійний досвід та новітні криміналістичні методи розслідування для якнайшвидшого розкриття злочину та встановлення всіх винних», — повідомив ІТАР-ТАРС офіційний представник Слідчого комітету РФ Володимир Маркін. У нараді брали участь керівники МВС, ФСБ і прокуратури по Південному федеральному округу та Краснодарському краю, а також заступник голови Слідчого комітету по Північно-Кавказькому федеральному округу та Південному федеральному округу, слідча група Головного слідчого управління Слідчого комітету по ПКФО і ЮФО, в провадженні якої перебуває кримінальна справа.

#### 10 листопада 2010
Затримано двох підозрюваних, які імовірно, є учасниками бандитського угруповання, що діє в Ростовській області.. Ведеться пошук третього підозрюваного, брата одного з перших двох.
У справі про вбивство виділено п'ять основних версій, головна з яких — зв'язок злочину з професійною діяльністю голов убитих сімей.

#### 11 листопада 2010
Офіційний представник Слідчого комітету Володимир Маркін назвав імена затриманих раніше трьох підозрюваних. «За підозрою у скоєні цього злочину затримано жителів станиці Кущевська Олексія Гурова, 1986 року народження, його брата Євгена, 1990 року народження, а також В'ячеслава Скачедуба, 1993 року народження», — повідомив Володимир Маркін кореспондентові ІТАР-ТАСС. За його словами, при затриманні та обшуках за місцем проживання підозрюваних було виявлено наркотики.
У Краснодарському краї був затриманий четвертий підозрюваний у вбивстві 12 осіб у станиці Кущевська.
«Під час слідчо-оперативних заходів затриманий четвертий підозрюваний у причетності до скоєння вбивства 12 людей в станиці Кущевська. Ним виявився Ігор Майданюк, 1994 року народження», — повідомив ІТАР-ТАРС офіційний представник Слідчого комітету Володимир Маркін.
Слідство має дані про те, що вбивці використовували цілий набір спеціальних засобів: нервово-паралітичний газ, рушницю, яка стріляє дротиками з транквілізатором, і, можливо, прилади нічного бачення. Екіпірування, ретельність плану, за яким діяли злочинці, а також те, що в будинку залишилися цінності, виключають можливість того, що скоєння злочину було потрібно лише чотирьом сільським наркоманам. Саме тому пошуки причетних до масового вбивства будуть продовжені. Як кажуть слідчі, тепер належить найскладніше — знайти тих, хто замовив та ретельно спланував вбивство 12 осіб.

#### 12 листопада 2010
Кущевський районний суд виніс рішення про арешт трьох підозрюваних у причетності до злочину, відносно братів Олексія та Євгена Гурових, Ігоря Майданюка та В'ячеслава Скачедуб було обрано запобіжний захід у вигляді взяття під варту терміном на три місяці.
Слідчі продовжують допити підозрюваних, проводять додаткові огляди місця події та інші слідчі дії. У ході додаткових оглядів на місці злочину вилучено дев'ять відбитків пальців рук, які не належать жодному з убитих.

#### 15 листопада 2010
У Ростові-на-Дону на вулиці Портовій в будинку 364, за 80 км від станиці Кущевська, був затриманий 34-річний Сергій Цапок — ймовірний ватажок організованого злочинного угруповання, що тероризувала станицю Кущевську. Слідчі вважають, що саме він — замовник цього злочину. Цього ж дня був затриманий 33-річний Сергій Ціпов'яз, очікуваний організатор злочину. За даними руху «Солідарність» — Сергій Цапок та Сергій Ціпов'яз є членами «Єдиної Росії». Сергій Юрійович Ціпов'яз був обраний до ради 4 скликання по Роздольненському виборчому округу. В адміністрації району цю інформацію підтверджують.
Під час допиту з Ціпов'язом сталася істерика[відсутнє в джерелі].

#### 17 листопада 2010
Губернатор Краснодарського краю Олександр Ткачов заявив на засіданні регіонального Радбезу про те, що масове вбивство в Кущевській розкрито.

#### 18 листопада 2010
Основні версії вбивства 12 людей в станиці Кущевська — кровна помста та розбійний напад. Про це після засідання Комітету Держдуми з безпеки, на якому обговорювалася ситуація в станиці, повідомив голова Слідчого комітету РФ Олександр Бастрикін.

#### 20 листопада 2010
В аеропорту міста Ростов-на-Дону слідчими Слідчого комітету, співробітниками ГУВС по Краснодарському краю і ФСБ Росії затримано нові підозрюваних у масовому вбивстві, це 31-річний Андрій Биков та 24-річний Сергій Карпенко.
Сергій Цапок і його мати Надія Цапок госпіталізовані з нервовим зривом.

#### 22 листопада 2010
В. о. голови слідчого комітету Росії Олександр Бастрикін зустрівся з мешканцями станиці Кущевська.
У міжнародний розшук оголошено ще двоє підозрюваних у справі про вбивство 12 осіб у станиці Кущевська (Алексєєв та Рябцев) — повідомив глава слідчого управління Слідчого комітету Росії по Південному федеральному округу Ілля Лазута.

#### 24 листопада 2010
У ході спецоперації був затриманий раніше судимий Ігор Черних на прізвисько Амур (1965 року народження). «Слідством Черних розглядається як один з найжорстокіших співвиконавців вбивства 12 осіб. Тому в інтересах слідства його ім'я і сам факт його участі в цьому жорстокому злочині раніше не розголошується», — заявив представник СКП Володимир Маркін. До суду направлено клопотання про обрання щодо Черних запобіжного заходу у вигляді взяття під варту. Крім того, затриманий керівник підрозділу Центру з протидії екстремізму ГУВС Краснодарського краю в станиці Кущевська Олександр Ходич. «За місцем проживання та в службовому кабінеті співробітника міліції слідчі слідчого управління Слідчого комітету по Краснодарському краю проводять обшуки та інші слідчі дії», — повідомив Маркін. Відносно Ходича порушено кримінальну справу за статтею КК РФ «Перевищення посадових повноважень». За наявною інформацією, високопоставлений співробітник міліції був кумом Сергія Цапка, який підозрюється в організації масового вбивства в станиці.

#### 25 листопада 2010
Рішенням Ессентукского міського суду заарештований раніше затриманий за підозрою у співучасті масового вбивства 45-річний Ігор Черних на прізвисько Амур, раніше судимий.

#### 26 листопада 2010
Заарештовано раніше затриманий керівник підрозділу Центру з протидії екстремізму ГУВС Краснодарського краю в станиці Кущевській Олександр Ходич.

#### 29 листопада 2010
Офіційний представник Слідчого комітету Росії Володимир Маркін по закінченні засідання комітету з правових та судових питань Ради Федерації заявив, що встановлені всі десять виконавців цього вбивства, вісім з них заарештовані, двох оголошено в міжнародний розшук.

#### 2 грудня 2010
Сергій Цапок почав співпрацювати зі слідством. «Його зізнання вже допомогли правоохоронцям розкрити п'ять тяжких та особливо тяжких злочинів, скоєних з початку 2000 років в станиці Кущевська», — уточнив представник слідства кореспондентові ІТАР-ТАСС. Повпред президента РФ у Північно-Кавказькому федеральному окрузі, віце-прем'єр Олександр Хлопонін вважає, що загроза існування кримінальних анклавів є і в інших регіонах Росії, зокрема, не лише на Кавказі, але і в Сибіру. «Треба уважно стежити за ситуацією, перевіряти надходять сигнали, може бути, підняти та колишні справи», — вважає він.

#### 9 грудня 2010
В Україні в місті Бердянську Запорізької області за підозрою у масовому вбивстві в станиці Кущевська затримано оголошених в міжнародний розшук 31 річного Сергія Рябцева (Тихий Буба) та 30-річного Володимира Алексєєва (Вова Свавілля).

#### 17 грудня 2010
Генеральна прокуратура Росії направила Україні запити про видачу Володимира Алексєєва та В'ячеслава Рябцева. «Генеральна прокуратура РФ направила в компетентні органи України запити про видачу громадян Росії Володимира Алексєєва та В'ячеслава Рябцева для притягнення до кримінальної відповідальності на території Російської Федерації. вони звинувачуються у вчиненні злочинів — у вбивстві двох і більше осіб, зокрема малолітніх, групою осіб за попередньою змовою», — сказала представник Генпрокуратури РФ Марина Гриднєва.

#### 22 грудня 2010
Голова Слідчого комітету Олександр Бастрикін провів оперативне нараду в станиці Кущевська, де дав високу оцінку роботі слідчо-оперативної групи та доручив «більш ретельно та скрупульозно проводити слідчі дії по цій кримінальній справі».

#### 30 грудня 2010
У станиці Кущевській Краснодарського краю призначений новий начальник районного ОВС — полковник міліції Олександр Сокрутенко. До нього цю посаду обіймав Віктор Бурнос, який був знятий за спільним рішенням губернатора та начальника ГУВС.

### 2011

#### 11 січня 2011
Рішенням Ессентукского міського суду продовжено термін утримання під вартою Сергію Цапко — одному з фігурантів справи про масове вбивство в станиці Кущевська.

#### 18 січня 2011
Рішенням суду заарештований В'ячеслав Ціпов'яз, обвинувачений у справі про масове вбивство в станиці Кущевська та підозрюваний у скоєнні злочинів за статтями КК РФ «Замах на вбивство», «Викрадення автомобіля», «Розкрадання зброї» та «Крадіжка».

#### 20 січня 2011
За повідомленням офіційного представника Генпрокуратури Марина Гриднєва, Україна дала згоду на видачу громадянина РФ В'ячеслава Рябцева, обвинуваченого у справі про масове вбивство в станиці Кущевська Краснодарського краю.

#### 23 січня 2011
У слідчому ізоляторі Новоросійська спробував покінчити життя самогубством член «Кущевського ОЗУ Цапко» Віталій Іванов, обвинувачений у вбивстві трьох осіб. Він завдав собі лезом бритви порізи на зап'ясті лівої руки і на животі та згодом пояснив, що хотів таким чином уникнути кримінальної відповідальності. Віталій Іванов з Володимиром Алексєєвим та Ігорем Черних підозрюються в скоєнні вбивства Анатолія Смольникова в станиці Кущевська в листопаді 2008 року, а також у розстрілі батька і сина Богачова в станиці Кущевська у вересні 2003 року.

#### 31 січня 2011
Вільнянський районний суд України не задовольнив прохання одного із затриманих (кого саме з двох — Сергій Рябцев або Володимир Алексєєв — не уточнюється) за звинуваченням у вбивстві 12 осіб у станиці Кущевська скасувати його екстрадицію до Росії.

#### 9 лютого 2011
Затриманий в Україні у справі про масове вбивство В'ячеслав Рябцев (Тихий Буба) екстрадований до Росії. «Йому пред'явлено звинувачення в скоєнні вбивства в співучасті з іншими особами. Він допитаний і дав свідчення, в яких підтвердив причетність до скоєного злочину», — заявив представник СК Володимир Маркін.

#### 8 березня 2011
Україна передала російській стороні ще одного співучасника масового вбивства в станиці Кущевській Краснодарського краю — громадянина Росії Володимира Алексєєва на прізвисько Вова Беспредел.

#### 16 квітня 2011
Віталій Іванов, один з обвинувачених у вбивстві родини фермера Аметова і його гостей, зізнався у скоєному 2003 року вбивстві підприємців Богачова.

#### 11 травня 2011
Краснодарський суд визнав незаконним звільнення начальника крайового центру з протидії екстремізму Олександра Богданова, звільненого після подій в станиці Кущевська. Рішенням суду було встановлено, що злочини банди Цапка не пов'язані з екстремістською діяльністю.

#### 6 червня 2011
Прокуратура Краснодарського краю направила до суду кримінальну справу стосовно Надії Цапок (генерального директора та засновника ВАТ «Артекс-Арго» та матері Сергія Цапка), обвинуваченої у вчиненні шахрайства в особливо великому розмірі, що виразилося в розкраданні бюджетних коштів організованою групою, в якій вона визначила собі роль керівника, а безпосереднє вчинення злочинних дій, в тому числі і виконання підписів від свого імені, доручила підлеглим співробітникам.

#### 20 червня 2011
Кущевський районний суд засудив до 4,5 років позбавлення волі 17-річного Ігоря Майданюка — одного з учасників злочинного угруповання «Цапко», передає кореспондент ІА «REGNUM». Майданюк звинувачувався за статтями «пособництво в умисному заподіянні легкої шкоди здоров'ю», «нанесення побоїв», «неправомірне заволодіння автомобілем» і «незаконний обіг наркотиків». За сукупністю всіх злочинів Майданюку призначено покарання у вигляді 4 років та шести місяців ув'язнення у виховній колонії. При цьому, під час слідства було встановлено, що підсудний не був причетний до вбивства 12 людей в станиці Кущевська, в листопаді 2010 року.

#### 30 червня 2011
У слідчому ізоляторі Краснодара покінчив з собою, повісившись на простирадлі, Віталій Іванов, ймовірний учасник кущовського злочинного угруповання, організованого Сергієм Цапко.

#### 4 липня 2011
Засідання суду у справі про отримання Надією Цапок незаконного кредиту від держави за допомогою підроблених документів на розвиток власної компанії «Артекс-Агро», було зірвано через те, що її адвокат Олександр Куюмджиєв не з'явився до зали суду. Наступне засідання суду, де почнуться обговорення та дебати сторін, призначене на 13 липня 2011.

#### 6 липня 2011
Слідчі випустили з в'язниці Сергія Ціпов'яза, якого місцеві жителі називають одним з найближчих підручних ватажка банди Сергія Цапка, оскільки встановили, що Ціпов'яз не причетний до масового вбивства в станиці Кущевська. Він вийшов під підписку про невиїзд. Тепер в діях районного депутата слідство вбачає лише склад злочину, передбачений статтею 316 КК РФ — «заздалегідь не обіцяне приховування особливо тяжких злочинів», яке відноситься до категорії злочинів невеликої тяжкості.

#### 13 липня 2011
В Кущевському районному суді почалися слухання у справі Надії Цапок.

#### 1 серпня 2011
Фігурант справи про вбивство 12 осіб у будинку фермера зі станиці Кущевська Сергій Карпенко, який, за версією слідства, особисто вбив половину з них, наклав на себе руки в СІЗО. 25-річний Карпенко помер, не приходячи до тями, вранці 1 серпня в реанімаційному відділенні клінічної лікарні Владикавказа після спроби суїциду, повідомив офіційний представник СК РФ Володимир Маркін.

#### 18 серпня 2011
Рішенням суду гендиректор та засновник сільгосппідприємства «Артекс-арго» Надія Цапок визнана винною в шахрайстві та засуджена до трьох років позбавлення волі.

#### 19 серпня 2011
Дружина Сергія Цапка 32-річна Анжела Цапок, обвинувачена у замаху на давання хабаря співробітнику ДПС, постане перед судом. За повідомленням Інтерфакс обвинувачена порушила правила дорожнього руху в місті Беслан. Вона виїхала 19 серпня близько 17:55 за московським часом на автомобілі Audi на смугу зустрічного руху неподалік від поста ДПС. Інспектору ДПС, який її зупинив, Цапок запропонувала хабар у розмірі 1500 рублів. Зловмисницю затримали та висунули звинувачення у скоєнні злочину, передбаченого статтею 291 Кримінального кодексу Росії («замах на давання хабаря посадовій особі»)».

#### 18 жовтня 2011
Лідера ОЗУ «Цапковскі» Сергія Цапка та Володимира Алексєєва (Вова Свавілля) привезли в станицю Кущевську з СІЗО Владикавказа для проведення слідчого експерименту.

#### 16 листопада 2011
У Слідчому комітеті Росії повідомили про завершення розслідування кримінальної справи стосовно одного з членів «банди Цапка» — Андрія Бикова, обвинуваченого у причетності до вбивств 16 осіб, у тому числі до групового вбивства в станиці Кущевська Краснодарського краю. За результатами розслідування Бикову пред'явлено звинувачення за статтями «Бандитизм», «Розбій», «Вбивство», «Підробка або знищення ідентифікаційного номера транспортного засобу», «Умисні знищення або пошкодження майна», «Неправомірне заволодіння автомобілем або іншим транспортним засобом без мети викрадання», «Незаконний обіг зброї». Цього дня справу із затвердженим обвинувальним висновком буде направлено в Краснодарський крайовий суд для розгляду власне.

#### 12 грудня 2011
У краснодарському крайовому суді почалися дебати сторін по кримінальній справі члена ОЗУ «Цапковскі» Андрія Бикова. Прокурор на процесі попросив засудити Андрія Бикова до 20 років позбавлення волі, при цьому перші 15 років Биков повинен провести у в'язниці, а потім ще 5 років — у виправній колонії суворого режиму.

#### 27 грудня 2011
Краснодарський крайовий суд призначив 32-річному Андрію Бикову покарання у вигляді 20 років позбавлення волі. Крім цього, подільник Цапка повинен виплатити всім потерпілим більше 2 мільярдів рублів.

### 2012

#### 30 січня 2012
В останній день 10-денного терміну подачі апеляції Андрій Биков написав касаційну скаргу на пом'якшення вироку.

#### 13 лютого 2012
Суд над організатором масового вбивства в Кущевській відкладений на невизначений термін через те, що родичі Сергія Цапка зажадали проведення незалежної психіатричної експертизи.

#### 17 лютого 2012
Завершено розслідування кримінальної справи стосовно учасника банди «Цапко» В'ячеслава Рябцева. Кримінальну справу направлено до Краснодарський крайовий суд для розгляду.

#### 31 травня 2012
Суд виніс рішення про призначення покарання колишньому муніципальному депутату від фракції «Єдина Росія» Сергію Ціпов'язу у вигляді штрафу в розмірі 150 000 рублів, за статтею 316 КК РФ — «приховування злочину», максимальна санкція за якою — позбавлення волі на два роки.

### 2013

#### 19 листопада 2013
Краснодарський крайовий суд засудив до довічного позбавлення волі Сергія Цапка, Володимира Алексєєва та Ігоря Черних, яких звинувачення називало «основними кілерами банди».
Володимир Ціпов'яз засуджений до 20 років, Микола Цапок 20 рокам та Володимир Запорожець до 19 років.

### 2014

#### 4 липня 2014
Згідно з офіційними повідомленнями, в СІЗО повісився Ігор Черних, примотавши рушник до ґрат.

#### 7 липня 2014
Помер Сергій Цапок, діагноз — «гостра серцева недостатність».

## Громадська та політична реакція

### Президент РФДмитро Медведєв
25 листопада 2010. Перший заступник керівника адміністрації президента Росії Владислав Сурков заявив, що в середу (24 листопада) під час зустрічі Дмитра Медведєва з лідерами парламентських партій порушувалося питання про ситуацію в Краснодарському краї в зв'язку з трагічними подіями в Кущевському районі. «Президент зазначив, що губернатор Олександр Ткачов продовжить роботу на своїй посаді. Ніякі нові кандидатури на його місце не розглядаються».
30 листопада 2010. У посланні громадської палаті Медведєв зняв начальника ГУВС Краснодарського краю генерала Сергія Кучерука, при цьому слово «Кущівка» не прозвучало.
2 грудня 2010. Дмитро Медведєв доручив губернатору Краснодарського краю Олександру Ткачову та повпред глави держави в ПФО Володимиру Устинову провести перевірки в крайової адміністрації та виявити чиновників, відповідальних за існування Кущівської банди. «Доручаю губернатору та повноважному представнику президента провести необхідну перевірку всіх, хто повинен був стежити за поточною ситуацією в галузі управління, всіх, хто доповідав і, навпаки, не доповідав про сформовану ситуацію, і за результатами цієї перевірки подати мені пропозиції про відповідальність причетних осіб», — заявив президент.
21 лютого 2011. Дмитро Медведєв на Всеросійській нараді керівників правоохоронних структур в числі інших питань торкнувся і питання про організовану злочинність, де про існування бандитів в станиці було відомо, але заходи не приймалися. «З кримінальними угрупованнями в регіонах потрібно послідовно та жорстко розбиратися. Не своїх захищати, а послідовно та жорстко розбиратися. Найчастіше логіка поведінки керівників виконавчої влади зводиться до наступного: наші сигналізували, але нічого не робилося. Тому потрібно прямо фіксувати в протоколах всі питання, які виникають у вас в територіях. В іншому випадку питати доведеться з керівників регіонів», — сказав Дмитро Медведєв. Також президент, за поданням керівника ФСБ Олександра Бортникова, підписав указ про звільнення з посади заступника директора ФСБ генерал-полковника В'ячеслава Ушакова та звільнення його з військової служби з формулюванням «недоліки в роботі та порушення службової етики». Указ підписаний.

### Прем'єр-міністр РФВолодимир Путін
16 грудня 2010. Володимир Путін під час програми «Розмова з Володимиром Путіним. Продовження» з приводу подій в Кущевській заявив, що ця подія є результат провалу всієї системи правоохоронних органів. «Що стосується жахливої ситуації в Кущевській, та й в Гусь-Хрустальному, то тут справа не лише в органах внутрішніх справ, справа в тому, що всі органи влади виявилися неспроможними», «А де прокуратура, ФСБ, ФСКН, суди? Я вважаю, що це провал всієї системи правоохорони. А місцеві, регіональні органи влади де були, вони що, нічого не бачили?», «Це ще один сигнал, щоб суспільство струснулося, і сама влада струснулося на всіх рівнях, в тому числі на федеральному, і уважніше подивилися, що у нас відбувається в регіонах».

### Губернатор Краснодарського краюОлександр Ткачов
8 листопада 2010. Олександр Ткачов: «Ми розмовляли з президентом країни по телефону, він стежить за ходом розслідування. Адже подібної ситуації не було в країні давно. Всіх треба жорстоко покарати».
9 листопада 2010. Місцева влада вирішила допомогти правоохоронним органам. У Краснодарському краї створено спеціальний фонд, буде виплачено винагороду за будь-яку інформацію про підозрюваних. «Якщо ми отримаємо інформацію, яка буде корисна для розкриття цього страшного злочину, ці люди отримають винагороду мільйон рублів. Я гарантую, що ці гроші будуть повністю виплачені», — пообіцяв губернатор Олександр Ткачов.
17 листопада 2010. Олександр Ткачов заявив на засіданні регіонального Радбезу про те, що масове вбивство в Кущевській розкрито.
19 листопада 2010. На сільському сході в станиці Кущевській, очолюваному губернатором Краснодарського краю Олександром Ткачовим, останній заявив жителям Кущевській, що злочин розкрито та закликав їх нічого не боятися. «Я впевнений, що всі, хто до нього причетний, отримають по заслугах». Також Ткачов заявив, що у затриманих у кримінальній справі про масове вбивство можуть бути зв'язку в Москві і за кордоном, і вони можуть відкупитися від покарання. Губернатор заявив:
Якщо вони відкупляться від покарання, я піду.— 
28 грудня 2010. Олександр Ткачов в інтерв'ю «Росії-24» заявив, що всі учасники масового вбивства в Кущевській отримають по повній програмі. «Нас дуже серйозно підкосила трагедія в станиці Кущевська. Кожний житель краю пропустив через себе цей біль. Але вбивство буде розкрито, а його учасники отримають своє по повній програмі» — заявив губернатор. Також Ткачов нагадав, що це справа стоїть на контролі у президента та генерального прокурора, а в станиці Кущевська працює бригада федеральних органів влади.
7 липня 2011. Олександр Ткачов під час онлайн-спілкування з жителями Кубані прокоментував звільнення з СІЗО Сергія Ціпов'яза: «Хочу одразу заявити, Сергій Ціпов'яз причетний до злочину. Правоохоронні органи, ґрунтуючись на статті „Заздалегідь не обіцяне приховування злочину“, випустили його під домашній арешт. Але ця людина перебуває під слідством, і він піде під суд. Крім того, в матеріалах справи фігурує два Ціпов'яза. І вина ні з кого не знята. Давайте дочекаємося завершення слідства».

### Голова Нижньої палати парламентуБорис Гризлов
18 листопада 2010. Борис Гризлов висловив думку, що організаторів та пособників вбивства 12 людей в станиці Кущевська можуть судити по недавно оновленою Держдумою 210 статтею Кримінального кодексу. «Думаю, що буде можливість кримінальну справу, яка порушена, направити по 210 статті Кримінального кодексу („Організація злочинного співтовариства“) з тими поправками, які ми приймали», «Зокрема, це участь осіб, які не безпосередньо беруть участь у розборках, а є організаторами, посередниками», — зазначив він. «У нас достатньо жорстке покарання для таких осіб, які просто допускали таку ситуацію. Я маю на увазі осіб з числа керівників різного рівня», — додав Гризлов.

### Глава МВС РФРашид Нургалієв
27 листопада 2010. Рашид Нургалієв провів у суботу Всеросійське нарада, присвячена питанням активізації боротьби зі злочинністю, в тому числі з її організованими формами. Основний темою наради стало масове вбивство в станиці Кущевська.
22 лютого 2011. Рашид Нургалієв вручив відставному генералові Кучеруку медаль «За заслуги в управлінській діяльності» II ступеня.
3 березня 2011. Рашид Нургалієв скасував свій наказ про нагородження Кучерука..

### Голова Слідчого комітетуОлександр Бастрикін
2 грудня 2010. Олександр Бастрикін залучив до дисциплінарної відповідальності ряд співробітників слідчого управління СК по Краснодарському краю за підсумками перевірки після вбивства 12 людей в станиці Кущевська.
8 грудня 2010. Олександр Бастрикін підписав наказ про покарання низки керівних співробітників Слідчого управління по Краснодарському краю.

### Генеральний прокурор РФЮрій Чайка
3 грудня 2010. Юрій Чайка доручив прокурорам перевірити облік та реєстрацію злочинів по всій країні. Прокурори також перевірять повноту та об'єктивність розслідування кримінальних справ, що знаходяться у виробництві у слідчих. У ході перевірки у всіх регіонах буде організовано прийом громадян.

### В. о. начальника УФСБ РФ по Краснодарському краю Сергій Широких
9 листопада 2010. Сергій Широких заявив, що «В цьому жахливому злочині не виявлено ознак націоналізму та тероризму, але для нас це є справою честі».

### Парламентська фракція КПРФ
9 грудня 2010. На вимогу парламентської фракції КПРФ було відновлено справу за фактом зникнення в Краснодарському краї депутата Юрія Полякова 1996 року. Депутат Держдуми 1-го і 2-го скликань та голова колгоспу «Жовтень» станиці Старовелічковская Юрій Поляков імовірно був викрадений та убитий бандитами. КПРФ запропонувала перевірити причетність кущовського угруповання до викрадення Полякова.

### Отаман Кубанського козачого війська, віце-губернатор Краснодарського краю Микола Долуда
15 грудня 2010. Микола Долуда заявив, що козачі отамани Кущовського району непрямо винні в трагедію, що трапилася в станиці Кущевська, оскільки вчасно не доповіли про криміногенну ситуацію.

### Колишній начальник Кущівського РВВС Віктор Бурнос
18 листопада 2010 року. Який подав у відставку колишній начальник Кущівського РВВС Віктор Бурнос скликав журналістів на прес-конференцію, де заявив, що тяжких та особливо тяжких злочинів за рік стало на 30 % менше, вбивств — на 20 %, злочинів з використанням вогнепальної зброї та зґвалтувань взагалі в районі немає. А заарештований Сергій Цапок користувався у нього авторитетом. І не було в станиці ніякого ОЗУ. «Цапок — це колишній депутат Кущівського району. Повноваження у нього закінчилися в березні цього року. Про те, що вони тримають у страху район, у нас інформації не було», — розповів колишній начальник Кущівського РВВС Віктор Бурнос. Однак після приїзду представників з Москви місцеві жителі стали охочіше розповідати про те, що творила місцева банда. Виявилося, що злочинна група Сергія Цапка тероризувала станицю впродовж 16 років. Причому все це відбувалося на очах і при повному потуранні чиновників та міліцейських начальників.

### Суспільна реакція
23 листопада 2010. Аналіз інтернет-блогів з приводу госпіталізації з нервовими зривами лідера організованого злочинного угруповання (ОЗУ) в станиці Кущевська Сергія Цапка і його матері, глави фірми «Артекс-Агро» Надії Цапок показує невіра інтернет-користувачів у вчинення об'єктивного суду над Цапками.
Ніякого покарання Цапки не отримають — вони ж несамовиті. У гіршому випадку будуть визнані неосудними.— 

#### 1 серпня 2011
Коментуючи самогубство фігуранта справи про вбивство 12 осіб у станиці Кущевська Сергія Карпенко, який, за версією слідства, особисто вбив половину жертв, з'ясовується багато дивного. Це змушує підозрювати, що бандиту по кличці Рис-молодший «допомогли» звести рахунки з життям. Тепер в Кущевській задаються питанням:
Хто постане перед судом? І які реальні терміни отримають? З раніше затриманого Сергія Ціпов'яза зняті підозри у співучасті у вбивстві 12 осіб. На 4,5 роки посаджений у виховну колонію член ОЗУ Ігор Майданюк. Вбивці — на тому світі. Не здивуємося, якщо при такому розкладі Цапок проходитиме у справі як свідок.— 

#### 5 серпня 2011 року
Реакція на смерть одного з членів ОЗУ «Цапковскі» Віталія Іванова.
Нікого не переконує те, що Іванов у СІЗО намагався порізати собі вени, а при огляді після затримання стрибав на шафу в Кущевській лікарні. «Це тертий чоловік, такі себе на смерть не ріжуть — рівно настільки, щоб в лікарню потрапити».
Мати Іванова Олена Василівна каже, що дійде до президента: «Його вбили. У нас всі докази на руках, 350 фотографій. Гематоми величезні на скронях, гематоми по всьому тілу, два нігтя здерті, садна на кінчиках пальців. Він пручався. Про який самогубство вони говорять, як у них вистачає совісті говорити таке?»

#### 31 травня 2012
Відомий блогер Олексій Навальний виступив з фактично звинуваченням глави краю Ткачова, а також партії «Єдина Росія» у захисті бандитів на прикладі Сергія Ціпов'яза, що отримав покарання у вигляді штрафу, особливо відзначивши той факт, що «Ціпов'яз отримав набагато менше покарання, ніж дають людям просто за відеозйомку незаконно встановленого паркану губернаторської дачі Олександра Ткачова».

### Відставки
30 листопада 2010. Президент Росії Дмитро Медведєв у своєму посланні Федеральним зборам заявив, що ухвалив рішення про відставку начальника ГУВС Краснодарського краю Сергія Кучерука. Пояснюючи своє рішення, Дмитро Медведєв сказав: «Стався цілий ряд трагічних подій, внаслідок яких загинули, були вбиті наші громадяни. Їх причинами є, в тому числі, і розхлябаність у діяльності правоохоронних та інших владних органів, найчастіше їх пряме зрощування з криміналом».
20 грудня 2010. За неналежне виконання своїх обов'язків, що виразилося у грубому порушенні вимог процесуального законодавства та судової етики, до дисциплінарної відповідальності у вигляді відсторонення від посади притягнутий голова суду Кущевського району Олександр Яценко.
12 січня 2011 року. Рішенням кваліфікаційної колегії суддів Краснодарського краю достроково припинені повноваження світових суддів Кущевського району Миколи Данильченко та Ігоря Маніло, які неодноразово відмовляли громадянам у прийомі заяв.
16 березня 2011. Дисциплінарне судове присутність поновило на посаді колишніх світових суддів зі станиці Кущевська Краснодарського краю Ігоря Маніло та Миколу Данильченко.
30 січня, засуджений за вбивства в Кущевській член банди Цапка Андрій Биков оскаржив вирок. За словами державного обвинувача Мурата Тамазова, засуджений оскаржив вирок у зв'язку з його суворістю Биков був засуджений до 20 років позбавлення волі. У своєму останньому слові Андрій Биков розкаявся в скоєному. Справа Андрія Бикова розглядалося в особливому порядку. Бикова звинуватили у співучасті у вчиненні злочину у будинку фермера Сервера Аметова. Справа Бикова виділено з основної кримінальної справи.

## З'ясування під час розслідування фактів про діяльність ОЗУ «Цапковські»

### Злочинна діяльність
15 листопада 2010. До правоохоронних органів надходить інформація про численні злочини злочинного угруповання, скоєних протягом 15 років. за припущенням слідства Сергій Цапок є ватажком організованого злочинного угруповання. За даними журналістів членів банди місцеві жителі називали «цапковськімі».
16 листопада 2010. Спливли справи банди Цапковскіх про зґвалтування 220 дівчат, грабежі, напади, нанесення тяжких тілесних ушкоджень, вбивства. Всі ці справи були закриті і у всіх фігурували члени банди Цапковскі.
22 листопада 2010. У ході розслідування масового вбивства в Кущевській з'ясувалося, що в районі вже багато років діяла добре організована банда, на чолі якої стояв великий землевласник Сергій Цапок, серед його помічників був місцевий депутат. «За фактами злочинів, які вчинила злочинне угруповання в Кущевській протягом десяти років, працюватиме окрема слідча група центрального апарату та Краснодарського слідчого управління, — заявив Бастрикін. — Ми зацікавлені в тому, аби не лише це злочин було доведено в суді, а й злочинне угруповання відповіла за ті злочини, які були вчинені раніше».
2 грудня 2010. Повпред президента РФ у Північно-Кавказькому федеральному окрузі, віце-прем'єр Олександр Хлопонін вважає, що загроза існування кримінальних анклавів є і в інших регіонах Росії, зокрема, не лише на Кавказі, але і в Сибіру. «Треба уважно стежити за ситуацією, перевіряти надходять сигнали, може бути, підняти та колишні справи», — вважає він.
24 грудня 2010. Один з підозрюваних у масовому вбивстві в Кущевській Сергій Цапок став фігурантом ще однієї кримінальної справи — про вимагання у якогось Сергія Гондара 10 000 рублів, здійсненні 5 серпня 2009 року.
14 січня 2011. Відносно Сергія Цапка та В'ячеслава Ціпов'яза порушено нову кримінальну справу за фактом замаху на вбивство та розкраданні майна жителя станиці Кущевська в 2008 року. «У рамках кримінальної справи слідчими та оперативними співробітниками ГУВС Краснодарського краю проведено низку обшуків, під час яких у будинку Ціпов'яза вилучено 9,6 мільйона рублів та велику кількість золотих прикрас», — заявив офіційний представник СК РФ Володимир Маркін.
16 листопада 2011. За даними слідства, член ОЗУ, Андрій Биков (Бик), окрім «Кущівської справи», у складі банди був причетний до вбивства жителя станиці Криловської Олександра Іванова в 1998 році, фермерів Романа та Валерія Богачева 2003 року, 2006 року — жителя станиці Кущевська Леоніда Кадя. Крім того, слідством також встановлено причетність Бикова до замаху на вбивство 2005 року Леоніда Кадя, приготуванню до вбивства приватного підприємця Олександра Строкуна, і інших особливо тяжких злочинів.

### Тренування бійців
13 листопада 2010 року. За відомістю правоохоронних органів в селищі Степовий, розташованому неподалік від станиці Кущевській було виявлено подвір'я, схоже на полігон для підготовки бійців. Тут могли тренуватися бійці, які безпосередньо займалися рекетом. Не виключено також, що там відпрацьовувалися ті прийоми й удари, якими були вбито Аметова і його гостей. За словами міліціонерів тренували бандитів, можливо, співробітники спецпідрозділів або спецслужб.

### Бізнес
25 листопада 2010. Слідчі вивчають роботу підприємства «Артекс-Агро», що належить матері Сергія Цапка.
6 грудня 2010. Відносно компанії «Артекс-Агро» в станиці Кущевська, очолюваною матір'ю Сергія Цапка, порушено кримінальну справу за ознаками складу злочину, передбаченого ч.4 ст.159 КК РФ («Шахрайство вчинене організованою групою або в особливо великому розмірі»). Було встановлено, що «Артекс-Агро» з станиці Кущевська, надавши підроблені відомості, отримало 2010 року з федерального й крайового бюджетів субсидії на суму понад 15 мільйонів рублів.
8 грудня 2010. З'ясувалося, що фірма «Артекс-Агро», очолювана матір'ю Сергія Цапка — Надією Цапок, використовувала на своїх землях рабську працю. Міліцією були звільнені люди, які примусово працювали на землях Артекс-Агро, кількість звільнених не повідомляється. В 2009 до слідчих вже надходила інформація про використання фірмою Цапка рабської праці, але кримінальні справи порушено були.

### Зрощування з владними структурами
18 листопада 2010. Генпрокурор Росії Юрій Чайка направив в регіон спеціальну комісію для перевірки роботи чиновників та правоохоронних органів по боротьбі зі злочинністю, а також вивчення призупинених кримінальних справ про тяжкі та особливо тяжких злочинів проти особи, перевірки роботи виконавчої та муніципальної влади щодо забезпечення безпеки громадян та профілактики правопорушень. «Під час перевірки буде ця принципова оцінка діям посадових осіб дізнання та слідства при розгляді звернень громадян та підприємців щодо порушення їх законних прав та інтересів, особливо повідомлень та заяв, що містять відомості про посягання на їх недоторканність, здоров'я та життя», — повідомила ІТАР-ТАРС офіційний представник Генпрокуратури Марина Гриднєва. Глава МВС РФ Рашид Нургалієв направив в Краснодарський край комплексну бригаду МВС Росії для перевірки роботи місцевої міліції. Голова Слідчого комітету Бастрикін доручив провести повномасштабну перевірку законності ухвалених процесуальних рішень за матеріалами про тяжкі та особливо тяжких злочинах, скоєних в станиці Кущевська за останні роки. За результатами перевірки будуть ухвалені процесуальні рішення, аж до порушення кримінальних справ.
24 листопада 2010. Губернатор Краснодарського краю Олександр Ткачов на сесії законодавчих зборів краю заявив про зв'язки Цапковскої банди на крайовому рівні. «Багато ниточок скоєного злочину ведуть і на крайовий рівень. У наявності зрада інтересів краю», — підкреслив губернатор.
Прокуратурою Кубані виявлені грубі порушення в діяльності Кущівського районного відділу внутрішніх справ, у тому числі факти приховування злочинів. Матеріали прокурорської перевірки направлені до слідчого управління Слідчого комітету при прокуратурі РФ по Краснодарському краю для кримінально-правової оцінки дій посадових осіб Кущівського РВВС при прийомі та розгляді повідомлень громадян.
1 грудня 2010. Комісія Генпрокуратури виявила грубі порушення в роботі правоохоронних органів Краснодарського краю. Були виявлені численні випадки, коли приймалися незаконні рішення про призупинення та припинення кримінальних справ, у тому числі з метою формування «хорошої» статистики. Генпрокуратура поставила питання про скасування понад 1,5 тисячі незаконних процесуальних рішень і у відновленні на облік 242 прихованих органами внутрішніх справ злочинів. Визнано незаконними 88 постанов про відмову в порушенні кримінальної справи, які були винесені співробітниками слідчого управління Слідчого комітету при прокуратурі РФ по Краснодарському краю. Комісія також зажадала порушити більше 10 кримінальних справ про вбивства у випадках, коли люди пропадали безвісти, передає ИТАР-ТАСС.
7 грудня 2010. Президент РФ Дмитро Медведєв доручив генпрокурору Юрію Чайці зайнятися відеозверненням слідчого кущовської міліції Катерини Рогоза, яке вона розмістила в інтернеті. У цьому зверненні слідчий звертається зі скаргою до президента, що перевірка діяльності правоохоронних органів в районі після вбивства 12 людей в станиці Кущевська проводиться формально, крім того великих керівників силових органів у ході перевірки вигороджують.
28 січня 2011. за приховування заяви матері малолітньої дівчинки про те, що остання зазнала сексуального насильства, факт якого був виявлений під час перевірки, порушено кримінальну справу за ч.1 ст.285 КК РФ (зловживання посадовими повноваженнями) проти начальника відділення у справах неповнолітніх ОВД по Кущевська району Краснодарського краю Тетяни Ремескевіч. За заявою офіційного представника СК РФ Володимира Маркіна, «слідчими встановлено, що в 2009 Т. Ремескевіч та інші посадові особи, отримавши повідомлення про вчинення відносно малолітньої особливо тяжкого злочини проти статевої недоторканності, зловживаючи посадовими повноваженнями, не вжили заходів щодо притягнення до кримінальної відповідальності Володимира Алексєєва на прізвисько Вова Свавілля, винного в цьому злочині… Укриття злочину відносно малолітньої в грудні 2010 року було виявлено СК РФ. Необхідно відзначити, що несвоєчасне реагування на повідомлення про злочин з боку співробітників міліції дає підстави злочинцеві відчути свою безкарність та часто може спричинити за собою низку інших злочинів. Якби співробітниками ВВС по Кущевська району за заявою жінки було організовано проведення перевірки та порушення кримінальної справи, то своєчасне притягнення до кримінальної відповідальності Алексєєва, а також інших членів ОЗУ Цапка, про які жителі Кущевській також неодноразово повідомляли в правоохоронні органи району, це могло б запобігти багатьом особливо тяжкі злочини в районі».

## Попутне розкриття інших злочинів
17 листопада 2010. Слідчий комітет почав повномасштабну перевірку за матеріалами про всі тяжкі злочини, скоєні за останні роки в станиці Кущевська Краснодарського краю, де було вбито 12 осіб.
29 листопада 2010 року. Розкрито вбивство голови адміністрації Кущевського району Бориса Москвича, яке було зроблено 31 січня 2002 року. Вбивство скоїв місцевий житель, не згодний з підсумками виборів. Особу підозрюваного у вбивстві поки не розкривається, але як зазначає ІТАР-ТАСС, підозрюваний не має відношення до бандитів, які вчинили 5 листопада 2010 року вбивство 12 осіб у станиці Кущевська. Підозрюваний затриманий. У його відношенні розглядається питання про обрання щодо нього запобіжного заходу у вигляді взяття під варту.
30 листопада 2010. Заарештований Вадим Палкін, підозрюваний у вбивстві 2002 року глави Кущевського району Краснодарського краю Бориса Москвича. «Кущевський районний суд обрав запобіжний захід у вигляді взяття під варту щодо підозрюваного у вбивстві Бориса Москвича», — повідомила агентству «Інтерфакс-південь» представник суду. Арештованний є сином колишнього глави адміністрації Кущевського району Валерія Палкіна, місце якого 2000 року зайняв Борис Москвич.
27 січня 2011. За повідомленням керівника Слідчого управління Слідчого комітету Росії по Краснодарському краю Віталія Ткачова, всі 12 кримінальних справ, порушених по злочинах останніх років в станиці Кущевська, розкриті. Останнім з них стало вбивство дівчини, вчинене в травні 2002 року, в якому підозрюється Вадим Палкін, який звинувачується також у вбивстві глави адміністрації Кущевського району Бориса Москвича, а також у вбивстві брата Сергія Цапка — Миколая.
29 серпня 2011. У Кущевская районі Краснодарського краю порушено нову кримінальну справу про створення банди. «Воно стало продовженням розслідування кримінальних справ, порушених за фактами вбивства голови адміністрації Кущевського району Бориса Москвича, вибуху гранати у дворі домоволодіння голови територіальної виборчої комісії Олександра Дубини, установки вибухового пристрою біля квартири родини Палкіних, вбивства Миколи Цапка, з'єднаних в одне провадження», — повідомив ІТАР-ТАРС керівник прес-служби крайового Слідчого управління СК РФ Іван Сенгеров. У складі банди Вадим Палкін та Дмитро Девтера, які й створили її у 2001, а також Ігор Погосян, Олександр Шаль, Олександр Мамаєв. Все, крім Мамаєва, утримуються під вартою.
7 червня 2013. У крайовому суді присяжні повністю виправдали Вадима Палкіна. Його звинувачували у вбивстві засновника Кущевської банди Миколи Цапка та екс-глави Кущевського району Бориса Москвича. Крім Палкіна на лаві підсудних були присутні ще троє фігурантів справи, вони також були виправдані та звільнені з-під варти.
19 червня 2013. Крайовий суд підтвердив вирок колегії присяжних у справі Вадима Палкіна, жителя станиці Кущевська. Виправдані також ще троє станичників, які, за версією прокуратури, були його подільниками. Вадима Палкіна, Дмитра Девтерова, Олександра Шаля та Ігоря Погосяна звинувачували у вбивстві глави Кущевського району Бориса Москвича та старшого брата Сергія Цапка Миколи, а також у незаконному обороті зброї та боєприпасів. Колегія присяжних 7 червня вирішила, що у Палкіна і його знайомих не було мотивів для скоєння вбивств, у зв'язку з чим підсудних повністю виправдали.
30 вересня 2013. Верховний суд Росії залишив без змін вирок краснодарського судді у справі Вадима Палкіна. Житель станиці Кущевській та кілька його знайомих підозрювалися в участі в організованому злочинному угрупованні, у двох вбивствах та одному замаху. Зокрема, слідство припускало, що саме банда Палкіна винна в загибелі екс-глави Кущевського району Бориса Москвича та старшого брата Сергія Цапка — Миколая.
19 червня 2013 суд присяжних виніс виправдувальний вирок всім підсудним. Вадим Палкін, Дмитро Девтера, Олександр Шаль та Ігор Погосян були відпущені на волю з зали суду. Проте звинувачення з таким вироком не погодився, заявивши, що під час судового розгляду були допущені порушення Кримінально-процесуального кодексу. Оскарження було подано до Верховного суду Росії. Після розгляду скарги верховний суддя дійшов висновку, що вирок був правомірним.
20 червня 2011. За повідомленням голови Кущевського району Володимира Ханбекова на зустрічі з губернатором Кубані, в Кущевская районі було розкрито 60 злочинів минулих років.
16 грудня 2011. З'явилася інформація про наявність свідчень членів банди про вбивство в Ростовській області в липні 2009 нижньогородського спецназівця Дмитра Чудакова з родиною.

## У кінематографі
В 2013 році вийшов телесеріал «Станиця», прем'єра відбулася в жовтні на Перший канал (Росія). Телесеріал викликав суперечливу реакцію. Жителі станиці Кущевська зустріли його негативно. Крім того були озвучені звинувачення на адресу Першого каналу. Той факт що телесеріал вийшов до офіційного рішення суду у справі про вбивство 12 осіб, був вкрай негативно оцінений.